# PRK (企業)
PRK（英：Primorskaya Fishery Co Ltd 露：ООО «Приморская рыболовная компания»）はロシア・サハリンに本拠を置く極東ロシア最大手の漁獲会社である。

## 取扱品目
タラバガニ、アブラガニ、ズワイガニ、スケソウダラ、縞ホッケ 